# Mexikó és Kuba kapcsolata a hidegháború alatt
Mexikó és Kuba történelme és kultúrája rengeteg szálon keresztül szorosan kapcsolódik egymáshoz a nagy földrajzi felfedezésektől kezdve egészen napjainkig. A két ország kapcsolatának történelmében a legérdekesebb periódus talán a hidegháború időszaka. Miután Fidel Castro 1961-ben bejelentette, hogy forradalma marxista-leninista forradalom, az Egyesült Államok kezdeményezésére az összes dél-amerikai állam úgy döntött, hogy 1964-ben megszakítja a diplomáciai kapcsolatait a szigetországgal. Az egyetlen kivétel Mexikó volt: az ország az egész hidegháború alatt összekötő kapocsként funkcionált Kuba és a külvilág között. (Természetesen a Szovjetuniót és a csatlós államokat ide nem értve.)

## Előzmények
Fidel Castro a Moncada laktanya elleni sikertelen támadás (1953. július 26.), és az utána letöltött börtönbüntetés után 1955-ben megérkezett Mexikóba Raúl Castroval és Ernesto Che Guevarával, ugyanis Fidel Castro terveiben az szerepelt, hogy a Kuba megszállása kizárólag Mexikóból kivitelezhető. Noha a mexikói hatóságok tudtak a titokban folyó gerilla csapatok képzéséről, mégsem szóltak közbe. Fidel és társai pedig több hónapos felkészülés után végül 1956. november 26-án egy 80 fős gerilla csapattal elindult Tuxpan városából Kuba felé.
A forradalom 1959. január 1-én győzedelmeskedett, viszont az Egyesült Államok nem nézte jó szemmel, hogy a szigetország irányítását egy nem amerikabarát forradalmár vette át. A Castro vezette forradalmi kormány egyik első lépése a földreform bevezetése volt, azaz minden 1000 hektárnál nagyobb birtokot államosítottak és ezeket felosztották termelőszövetkezetek között. Illetve, államosítottak minden külföldi, különösen amerikai kézen lévő cégeket és kőolaj-finomítókat is. Az Egyesült Államok válaszul befagyasztotta a kubai kormány számláit és csökkentette a szigetország cukorkvótáját is. Ezek az események pedig ahhoz vezettek, hogy a két ország 1961-ben megszakította a diplomáciai kapcsolatokat. A konfliktust tovább súlyosbította, hogy az amerikai titkosszolgálat kubai emigránsokból Castro-ellenes csapatokat képzett ki és egy titkos akció keretében 1961 áprilisában megpróbált partra szállni, hogy megdöntse a rezsimet, a tervezett invázió azonban kudarcot vallott. Fidel Castro pedig az év végén bejelentette a kubai forradalom marxista-leninista jellegét és az ország betagozódását a szovjet érdekszférába.
Az Egyesült Államok 1962 januárjában viszont elérte, hogy Kubát kizárják az amerikai államok regionális nemzetközi szervezetéből, az Amerikai Államok Szervezetéből (OEA), két évvel később pedig az OEA tagállamainak Washington követelésére meg kellett szakítaniuk a diplomáciai kapcsolatokat is a Castro vezette kommunista Kubával. Mexikó ellenben nem engedett az amerikai követeléseknek és egyedüli dél-amerikai államként nem fordított hátat Kubának.

## Mexikó és Kuba speciális kapcsolata a hidegháború alatt
A két ország közötti speciális kapcsolatot több, jól tagolható periódusra lehet felosztani. Az első szakasznak az 1959 és 1961 közötti periódus tekinthető, amikor is Mexikó többször is baráti megnyilvánulások tesz Kuba felé. A mexikói hivatalos retorika többször is előszeretettel vont párhuzamot a két országban lezajlott forradalmak tekintetében, Lázaro Cárdenas volt mexikói elnök pedig több alkalommal is elutazott Kubába biztosítva Castrot a mexikói baloldal támogatásáról. Mexikó a cukorkvóta csökkentése után kifejezte szolidaritását a kubai forradalmi kormánnyal, illetve súlyosan elítélte az 1961-es disznó-öbölbeli amerikai akciót, sőt még az eset vitatását is kérvényezte az ENSZ-ben.
Ellenben Fidel Castro 1961-es kijelentése, és Kuba kommunizmushoz való csatlakozása után némi elhidegülés és elhatárolódás jellemezte a mexikói vezetést, ugyanis a két forradalom így már nem volt párhuzamba állítható. Mindezek ellenére Mexikó hevesen ellenezte a szigetország kizárását az Amerikai Államok Szervezetéből és noha mélységesen elítélte nemzetközi szinten a kubai kormányt az 1962-es rakétaválság kapcsán, mégsem volt hajlandó eleget tenni az amerikai követeléseknek és nem szakította meg diplomáciai kapcsolatait Kubával. Az ezt követő 5 éves periódus során Mexikót inkább hűvös szívélyesség jellemezte Kuba irányában, ellenben Kuba többször is hangsúlyozta a Mexikó iránti megbecsülését. Fidel Castro például személyesen elment 1965-ben Mexikó havannai nagykövetségére, hogy megünnepelje a mexikói forradalom évfordulóját, ezen felül pedig a kubai fővárosban átadtak egy Emiliano Zapata szobrot is. Mivel Mexikó mindig a Kuba-ellenes szankciók bevezetése ellen szavazott az Amerikai Államok Szervezetében, a kölcsönösség jegyében Kuba soha nem támogatta a mexikói kommunistákat, amikor azok a mexikói kvázi egypártrendszer ellen akartak volna fellépni.
Ezt a távolságtartó, de baráti kapcsolatot egy pár éven át tartó ellenséges légkör váltotta fel 1968 és 1970 között. Az 1968-as mexikói diáklázadások és azok véres leverése után után több mexikói repülőgépet is eltérítettek, amik aztán Havannában leszállva a kubai kormánytól kértek és kaptak menedéket. A harmadik ilyen eset után a mexikói kormány követelte az eltérítők kiadatását, amit Kuba megtagadott. Ezt követően erős szóváltásra került sor a mexikói és kubai sajtó között, ugyanis amíg a mexikóiak a kubai rendszert bíráló cikkeket jelentettek meg, addig a kubai sajtó megvádolta a mexikói kormányt, hogy titokban CIA-s mexikói ügynökök dolgoznak a havannai mexikói nagykövetségen. Erről a kubai kormány bizonyítékkal is rendelkezett, viszont az érintett Carrillo Colón-t Mexikó nem adta ki Kubának.
A konfliktust végül az 1973-as repülőgép-eltérítésekkel kapcsolatban aláírt szerződés oldotta fel, a két ország pedig ismét közeledni kezdett egymás felé. Mexikó Kubával szembeni magatartása, a diplomáciai kapcsolatok fenntartása és a szankciók elítélése pedig végül lehetővé tette, hogy az 1970-es évekre több dél-amerikai ország is közelítsen Kubához. Venezuela és Kolumbia 1974-ben felvette a diplomáciai kapcsolatokat Kubával, az OEA pedig 1975-ben újból megengedte a tagállamoknak, hogy felvegyék a diplomáciai kapcsolatok a szigetországgal. Mindezek fényében nem csoda, hogy 1975-ben, az akkori mexikói elnök, Luis Echeverría Álvarez megkapta a José Martí legmagasabb kubai állami kitüntetést Fidel Castrotól.
Az 1975 és 1985 közötti évtized alatt a két ország közötti kiváló kapcsolat továbbra is fennmaradt, noha Mexikó 1985-től gazdasági szempontból egyre közelebb került az Egyesült Államokhoz. Ennek ellenére Fidel 1988-ban ellátogatott Mexikóvárosba Carlos Salinas de Gortari, kétes körülmények között megválasztott mexikói elnök beiktatására, ezzel mintegy legitimálva az új államfő személyét az elégedetlen mexikói baloldal szemében.
A rendszerváltás ellenben, ha nem is azonnal, de magával hozta a két ország közötti hagyományos jó kapcsolatok romlását is. Mexikó 1994-ben csatlakozott az Észak-amerikai Szabadkereskedelmi Egyezményhez (NAFTA), ezzel pedig még jobban elsodródott Kubától, ahol ugyan Castro némi reformok bevezetésével fenn tudta tartani az addigi rendszert, de a szovjet kereskedelmi, politikai és gazdasági szövetségesek elvesztésével erősen meggyengült a nemzetközi helyzete. Mexikóban 70 év után a PRI elvesztette a választásokat, ezzel egyidőben pedig megérkeztek a bíráló hangok Kubával szemben az emberi jogok vonatkozásában, amiket Kuba hagyományosan elutasított. A két ország közötti egyetértés és speciális kapcsolat pedig a végéhez ért.